# Ordine d'onore (Kazakistan)
L'ordine d'onore è un'onorificenza del Kazakistan, istituito nel 1993.

## Assegnazione
L'ordine viene assegnato ai cittadini per meriti nello sviluppo dell'economia, della sfera sociale, della scienza e della cultura, dell'educazione e per il servizio esemplare in organismi pubblici e attività pubbliche.

## Insegne
- L'insegna è una stella a cinque punte in argento placcato in oro stella a cinque punte, i raggi che sono coperti con smalto verde e gli elementi finali di ornamento kazako. Nel centro vi è medaglione smaltato di blu con l'immagine del sole d'oro. Sotto il medaglione vi è un nastro smaltato rosso con la scritta "Kurmet".
- Il  nastro è azzurro con una striscia bianca nel mezzo, delimitato da strisce rosse di minore larghezza.